# Lur Garden
El Lur Garden (en euskera: Lur Paisajistak) es un jardín botánico de unas 20 hectáreas de extensión que está situado en la provincia de Guipúzcoa, en el municipio de Oyarzun, provincia de Guipúzcoa, en el País Vasco, costa Norte de España.

## Historia
El Jardín botánico "Lur Garden" tiene su fecha de inicio en el 2013, gracias a la iniciativa de Íñigo Segurola presentador de los antiguos programas de televisión Bricomanía y Decogarden.
Está situado en los terrenos de una anterior pradera de siega sobre una terraza aluvial de 20 hectáreas de extensión situada en el valle "Xagu erreka" en Oyarzun, Guipúzcoa.

## Colecciones vegetales
En su extensión de cerca de 20 hectáreas hay magníficas colecciones de vegetales distribuidas en 16 espacios temáticos:
- Panorámicas,
- Estudio, aquí se encuentra el invernadero donde se ensaya con plantas tropicales para interior, integrado en la edificación.
- Jardín Rojo,
- Jardín de las Hojas Grandes, con las diferentes especies de Gunneras, bananeras, tetrapanax, rodgersias y las denominadas orejas de elefante.
- Jardín de la Extravagancia, con especies de plantas de colores estridentes y atípicos.
- Espejo, plano de agua en estanque ovoidal de 25 metros de largo, que atraviesa las zonas ajardinadas, junto a un ejemplar de Taxodium mucronatum.
- Parterre Amarillo con Rudbeckias,
- Humedales, junto al regato.
- Pradera, una pradera atlántica, donde se alternan pasillos de hierba segada con zonas de hierba alta con las espigas del Lythrum salicaria.
- Jardín Jurásico, colecciones de plantas prehistóricas agrupadas sobre construcciones de piedra en forma de huevo: equisetos o colas de caballo, distintas variedades de helechos, muchos de ellos arbóreos, así como las primeras coníferas.
- Túnel de Calabazas, una pérgola de la que cuelgan calabazas de diversas formas, lleva al Jardín Blanco.
- Jardín Blanco con estructuras con forma de meseta con grandes rocas planas de arenisca, entre las que desarrollan plantas vivaces de flor blanca.
- Jardín Blanco con plantaciones de gramíneas,
- Jardín de Hortensias Blancas, con diferentes variedades de Hortensia de flores blancas —Hydrangea quercifolia, H. arborescens ‘Annabelle’, H. macrophylla, H. paniculata—.
- Jardín de Hortensias de Color, el color azul de las hortensias está equilibrado con  bambúes Fargesia, que no son invasivos, y con los helechos arbóreos.
- Jardín de Musgos, que recrea las composiciones de los templos japoneses.[1]